# 4-й Загородный проезд
Четвёртый За́городный прое́зд (название с 10 октября 1929 года) — проезд в Южном административном округе города Москвы на территории Донского района.

## История
Проезд получил своё название в 1929 году (1-3 проезды перестали именоваться и стали дворовыми дорогами, по мере строительства многоквартирных домов после 1956 года) по прилеганию к Загородному шоссе, которое до 10 октября 1929 года называлось Якунчиковское шоссе по фамилии фабрикантов и купцов Якунчиковых — владельцев кирпичных заводов в Черёмушках, куда вело шоссе, до 1917 года находившееся за городской чертой.

## Расположение
4-й Загородный проезд начинается от Загородного шоссе как продолжение улицы Свержевского, проходит на северо-запад параллельно путям Малого кольца Московской железной дороги до Проектируемого проезда № 3557, за которым продолжается как Канатчиковский проезд.

## Транспорт

### Автобус
По 4-му Загородному проезду проходит автобус 317. Также имеется в непосредственной близости от проезда остановки автобусов 121, 915 и трамваев 26, 38.

### Железнодорожный транспорт
- Станция МЦК Крымская.